# Attila bolivianus
El atila ojiblanco  (Attila bolivianus), también denominado atila amazónico (en Colombia) o atila de ojo blanco (en Perú), es una especie de ave paseriforme de la familia Tyrannidae. Es nativo de la cuenca del Amazonas y del pantanal en América del Sur.

## Distribución y hábitat
Se distribuye desde el noreste de Perú, extremo sureste de Colombia, hacia el oriente hasta el este de la Amazonia brasileña, hacia el sur por el suroeste de la Amazonia y norte del pantanal brasileños, este de Perú y norte y este de Bolivia. Hubo dos registros en Ecuador.
Esta especie es considerada poco común en su hábitat natural, los bosques de várzea y en galería y sus bordes, hasta los 300 m de altitud.

## Descripción
Mide entre 19 y 22 cm de longitud y pesa entre 40 y 45 g. Su característica más marcante es el iris de color blanco amarillento. El pico es de color de cuerno. Por arriba es pardo rufo con la corona grisácea, la rabadilla y la cola son de color rufo canela brillante; las plumas primarias y las coberteras mayores de las alas son negruzcas. Por abajo es rufo canela, el vientre más pálido. No presenta dimorfismo sexual.

## Comportamiento
Es encontrado solitario o en pareja, generalmente no se junta en bandadas mixtas.

### Alimentación
Su dieta consiste de grandes artrópodos y también de algunos frutos. A veces se junta a bandadas mixtas de alimentación en el estrato medio y bajo abierto del bosque.

### Vocalización
Su canto es una serie ascendiente de notas silbadas, al comienzo titubeantes y la última nota distintivamente más baja y arrastrada, por ejemplo «gup; gup, güip, güip, güip, güiyp, güiyp, güibit, güiiur».

## Sistemática

### Descripción original
La especie A. bolivianus fue descrita por primera vez por el naturalista francés Frédéric de Lafresnaye en 1848 bajo el mismo nombre científico; la localidad tipo es: «Guarayos, Santa Cruz, Bolivia».

### Etimología
El nombre genérico masculino «Attila» se refiere al guerrero Atila (406-453), rey de los hunos, en relación con la característica agresividad de estas especies; y el nombre de la especie «bolivianus», se refiere a Bolivia, la localidad tipo.

### Subespecies
Según las clasificaciones del Congreso Ornitológico Internacional y Clements Checklist/eBird, se reconocen dos subespecies, con su correspondiente distribución geográfica:
- Attila bolivianus nattereri Hellmayr, 1902 – extremo sureste de Colombia (sureste de Amazonas), este de Perú (noreste de Loreto) y centro de Brasil (ambas orillas del bajo y medio río Amazonas hacia el este desde la orilla izquierda del bajo río Madeira); registrado dos veces en Ecuador.
- Attila bolivianus bolivianus Lafresnaye, 1848 – este de Perú (al sur desde el sur de Loreto), suroeste de Brasil (suroeste de Amazonas hasta el suroeste de Mato Grosso) y norte y este de Bolivia.